# Naturlyrik
Die Naturlyrik ist eine Sammelbezeichnung für alle Formen der Lyrik, in der die Natur als zentraler Gegenstand der Dichtung erscheint.

## Begriffsbestimmung
Nach Gero von Wilpert ist die Naturlyrik eine „stoffbestimmte Sammelbezeichnung für alle Formen der Lyrik, deren Zentralmotive Naturerscheinungen (Landschaft, Wetter, Tier und Pflanzenwelt) sind und die auf dem Erlebnis der Natur aufbauen“. Von Norbert Mecklenburg stammt die tautologische Aussage „Naturlyrik — das sind Gedichte, die Natur zum Gegenstand haben“. Günter Häntzschel definiert sie als „Lyrik, die naturhafte Phänomene vergegenwärtigt, um z. B. menschliche Subjektivität zu thematisieren“.

## Geschichte
Bereits die ersten namhaften Dichter bedienten sich der Natur als Projektionsraum und sprachen ihr nicht selten menschliche Attribute zu.
Im Barock wurde die Natur religiös aufgeladen und heilsgeschichtlich gedeutet, während sie selbst eher im Hintergrund stand. Innerhalb der deutschen Lyrik erfolgte eine ernsthafte Auseinandersetzung mit der Natur im 18. Jahrhundert. Barthold Heinrich Brockes gilt mit seinem Hauptwerk Irdisches Vergnügen in Gott folgedessen als erster eigenständiger Naturlyriker deutscher Sprache. Obwohl Brockes die Natur thematisierte, unterschied sich seine Lyrik wenig von den seiner Vorgänger. Die Natur ist weiterhin Mittlerin zwischen Mensch und Gott, somit Schöpfung.
Ihren Höhepunkt erreicht sie in der Dichtung des Sturm und Drang und der Romantik, die die Natur als Gegenwelt zur als mangelhaft empfundenen gesellschaftlichen Wirklichkeit zur Idylle verklärte.
In der deutschen Gegenwartsdichtung ist Naturlyrik unter anderem vertreten durch Günter Eich, Sarah Kirsch, Karl Krolow und Peter Huchel.

## Beispiele
- An den Mond von Johann Wolfgang von Goethe
- Sonnenuntergang von Friedrich Hölderlin
- Mondnacht von Joseph von Eichendorff
- Er ist’s von Eduard Mörike
- Winterlandschaft von Friedrich Hebbel
- Komm in den totgesagten park von Stefan George
- Im Winter von Georg Trakl
- Einfache Sterne von Sarah Kirsch

### Anthologien
- Dietrich Bode (Hrsg.): Deutsche Naturlyrik. Reclam, Stuttgart 2016, ISBN 978-3-15-018944-3.
- Alexander Bormann: Die Erde will ein freies Geleit. Deutsche Naturlyrik aus 6 Jahrhunderten. 2. Auflage. Insel, Frankfurt am Main 1987.
- Gunter E. Grimm (Hrsg.):  Deutsche Naturlyrik. Vom Barock bis zur Gegenwart. Reclam, Stuttgart 1995, ISBN 3-15-059425-1.
- Hiltrud Gnüg (Hrsg.): Moderne deutsche Naturlyrik. Interpretationen. Reclam, Stuttgart 2016, ISBN 978-3-15-017538-5.
- Constanze Neumann: Und voll mit wilden Rosen. Die schönsten Naturgedichte. Fischer, Frankfurt am Main 2008.
- Günter Schütz: Naturlyrik vom Barock bis zur Gegenwart. Mit Materialien. Klett, Stuttgart 1985.
- Hanns Zischler: Willst du dem Sommer trauen? Deutsche Naturgedichte. Wagenbach, Berlin 2004.

### Sekundärliteratur
- Jürgen Haupt: Natur und Lyrik. Naturbeziehung im 20. Jahrhundert. Metzler, Stuttgart 1983.
- Ursula Heukenkamp: Die Sprache der schönen Natur. Studien zur Naturlyrik. Aufbau, Berlin 1982.
- Ulrich Kittstein: Deutsche Naturlyrik. Ihre Geschichte in Einzelanalysen. Wissenschaftliche Buchgesellschaft, Darmstadt 2009, ISBN 978-3-534-23010-5.
- Volkhard Wels: Zur religionshistorischen Verortung der ‚Naturlyrik‘ bei Barthold Heinrich Brockes. In: Religiöses Wissen in der Lyrik der Frühen Neuzeit. Hg. v. Peter-André Alt und Volkhard Wels. Wiesbaden 2015, S. 223–257. Link
- Norbert Mecklenburg (Hrsg.): Naturlyrik und Gesellschaft. Klett-Cotta, Stuttgart 1977.
- Urs Heftrich: Bin ich ein Tintenfisch? Kurze Wanderung durch die Naturlyrik. In: Sinn und Form 3/2025, S. 402–414.